# Tschumaky (Dnipro)
Tschumaky (ukrainisch Чумаки; russisch Чумаки Tschumaki) ist ein Dorf im Norden der ukrainischen Oblast Dnipropetrowsk mit etwa 1900 Einwohnern.
Das Dorf wurde erst 1926 gegründet und liegt an der Territorialstraße T-0405, 24 Kilometer nordwestlich der Rajons- und Oblasthauptstadt Dnipro.

## Verwaltungsgliederung
Am 15. Dezember 2017 wurde das Dorf zum Zentrum der neugegründeten Landgemeinde Tschumaky (Чумаківська сільська громада/Tschumakiwska silska hromada). Zu dieser zählten auch die 9 in der untenstehenden Tabelle aufgelisteten Dörfer sowie die Ansiedlung Sorja, bis dahin bildete es zusammen mit den Dörfern Majiwka und Wynohradne sowie der Ansiedlung Sorja die gleichnamige Landratsgemeinde Tschumaky (Чумаківська сільська рада/Tschumakiwska silska rada) im Norden des Rajon Dnipro.
Folgende Orte sind neben dem Hauptort Tschumaky Teil der Gemeinde:
| Name                     | Name               | Name                                          |
| ukrainisch transkribiert | ukrainisch         | russisch                                      |
| ------------------------ | ------------------ | --------------------------------------------- |
| Iwaniwka                 | Іванівка           | Ивановка (Iwanowka)                           |
| Majiwka                  | Маївка             | Маевка (Majewka)                              |
| Nowowassyliwka           | Нововасилівка      | Нововасилевка (Nowowassilewka)                |
| Nowospaske               | Новоспаське        | Новоспасское (Nowospasskoje)                  |
| Pryjut                   | Приют              | Приют (Prijut)                                |
| Sorja                    | Зоря               | Заря (Sarja)                                  |
| Tarasso-Schewtschenkiwka | Тарасо-Шевченківка | Тарасо-Шевченковка (Tarasso-Schewtschenkowka) |
| Wessele                  | Веселе             | Весёлое (Wessjoloje)                          |
| Wynohradne               | Виноградне         | Виноградное (Winogradnoje)                    |
| Wyschnewe                | Вишневе            | Вишнёвое (Wischnjowoje)                       |